# Colli Euganei - Monte Lozzo - Monte Ricco
Colli Euganei - Monte Lozzo - Monte Ricco este o arie protejată (arie specială de conservare — SAC, sit de importanță comunitară — SCI, arie de protecție specială avifaunistică — SPA) din Italia întinsă pe o suprafață de 15.096 ha, integral pe uscat.

## Localizare
Centrul sitului Colli Euganei - Monte Lozzo - Monte Ricco este situat la coordonatele 45°18′31″N 11°41′05″E / 45.308611°N 11.684722°E.

## Înființare
Situl Colli Euganei - Monte Lozzo - Monte Ricco a fost declarat arie de protecție specială avifaunistică în august 1999 pentru a proteja 2 specii de plante și 44 de specii de animale. Alte tipuri de protecție:
- sit de importanță comunitară (în iulie 2006)
- arie specială de conservare (în iulie 2018)[1][2][3]

## Biodiversitate
Situată în ecoregiunea continentală, aria protejată conține 5 habitate naturale: Păduri de Castanea sativa, Păduri de stejar alb estice, Pajiști carstice calcaroase sau bazofile, de Alysso-Sedion albi, Pajiști uscate seminaturale și facies de acoperire cu tufișuri pe substraturi calcaroase (Festuco-Brometalia) (* situri importante pentru orhidee), Lacuri eutrofice naturale cu vegetație de tip Magnopotamion sau Hydrocharition.
La baza desemnării sitului se află mai multe specii protejate:
- plante (2): Himantoglossum adriaticum, Marsilea quadrifolia
- păsări (33): uliu păsărar (Accipiter nisus), lăcar-de-mlaștină (Acrocephalus palustris), lăcar-de-rogoz (Acrocephalus schoenobaenus), stârc cenușiu (Ardea cinerea), ciuf-de-pădure (Asio otus), șorecarul comun (Buteo buteo), caprimulg (Caprimulgus europaeus),  prundaș gulerat mic (Charadrius dubius), șerpar (Circaetus gallicus), porumbel gulerat (Columba palumbus), prepeliță (Coturnix coturnix), cristeiul de câmp (Crex crex), presură bărboasă (Emberiza cirlus), presură de grădină (Emberiza hortulana), șoimul rândunelelor (Falco subbuteo), vânturel roșu (Falco tinnunculus), Hippolais polyglotta, stârc pitic (Ixobrychus minutus), sfrâncioc roșiatic (Lanius collurio), forfecuță gălbuie (Loxia curvirostra), mierlă de piatră (Monticola saxatilis), mierlă albastră (Monticola solitarius), ciuf-pitic (Otus scops), viespar (Pernis apivorus), ciocănitoarea verde (Picus viridis), Prunella collaris, Ptyonoprogne rupestris, sitar de pădure (Scolopax rusticola), silvie roșcată (Sylvia cantillans), Sylvia hortensis, silvie mediteraneană (Sylvia melanocephala), silvie porumbacă (Sylvia nisoria), fluturașul de stâncă (Tichodroma muraria)
- amfibieni (3): izvoraș-cu-burta-galbenă (Bombina variegata), Rana latastei, Triturus carnifex
- mamifere (2): liliac comun (Myotis myotis), liliacul mare cu potcoavă (Rhinolophus ferrumequinum)
- pești (6): Barbus plebejus, Chondrostoma soetta, Cobitis bilineata, Protochondrostoma genei, Rutilus pigus, Sabanejewia larvata

Pe lângă speciile protejate, pe teritoriul sitului au mai fost identificate 69 de specii de plante, 1 specie de amfibieni, 5 specii de mamifere, 3 specii de reptile.